# Grzegorz Kędzierski
Grzegorz Piotr Kędzierski (ur. 7 lutego 1949 w Warszawie) – polski operator filmowy i telewizyjny, reżyser, scenarzysta.

## Życiorys
Absolwent VI Liceum Ogólnokształcącego im. Tadeusza Reytana w Warszawie (1966). Ukończył następnie studia na Wydziale Operatorskim i Realizacji Telewizyjnej Państwowej Wyższej Szkoły Filmowej, Telewizyjnej i Teatralnej w Łodzi. Doktor sztuki filmowej. Profesor Wyższej Szkoły Sztuki i Projektowania w Łodzi. Autor zdjęć do superprodukcji Ogniem i mieczem (1999), Popiełuszko. Wolność jest w nas (2009) oraz kilkudziesięciu filmów fabularnych, seriali i spektakli TV. Współpracował m.in. z Wojciechem Jerzym Hasem, Stanisławem Różewiczem, Jerzym Hoffmanem, Kazimierzem Kutzem, Ryszardem Bugajskim, Mamoru Oshii, Dieterem Wedlem, Jerzym Antczakiem, Mirosławem Borkiem, Witoldem Leszczyńskim, Lechem Majewskim, Krzysztofem Langiem, Jackiem Bromskim, Maciejem Wojtyszko. Filmy, które współtworzył jako autor zdjęć, prezentowane są w filmotekach świata i muzeach sztuki, m.in. Museum of Modern Art (Nowy Jork), Museum of Moving Image (Nowy Jork), Centre Pompidou (Paryż), Cinemateca Brasileira (São Paulo). James Hoberman, wpływowy krytyk amerykański, w książce Film After Film: Or, What Became of 21st Century Cinema uznał film Avalon ze zdjęciami G. Kędzierskiego za jeden z 21 najważniejszych filmów pierwszej dekady XXI wieku.
Wykładowca polskich i zagranicznych szkół artystycznych. Inicjator i współzałożyciel Stowarzyszenia Twórców Obrazu Filmu Fabularnego (PSC), w latach 1993–2008 wiceprezes (2009 wystąpił z STOFF/PSC). Od 1972 członek Stowarzyszenia Filmowców Polskich, członek Zarządu Głównego (2000–2004). Juror polskich i międzynarodowych festiwali filmowych, m.in. Camerimage (1998 oraz 2022). Członek Polskiej Akademii Filmowej i ekspert Polskiego Instytutu Sztuki Filmowej. Jego obrazy filmowe obejrzało w kinach ponad 10 mln widzów.

## Nagrody
- 1986: XVI Lubuskie Lato Filmowe Złote Grono – za zdjęcia do filmu Osobisty pamiętnik grzesznika przez niego samego spisany
- 1994: XIV Festiwal Filmów Młodego Widza „Ale Kino” w Poznaniu za zdjęcia do filmów Panna z mokrą głową i Skutki noszenia kapelusza w maju
- 2001: Festval International de Cine Sitges (Hiszpania) za zdjęcia do filmu Avalon
- 2002: 23 Durban International Film Festival (RPA) za zdjęcia do filmu Avalon

## Życie prywatne
Młodszy brat reżysera Pawła Kędzierskiego. Żona – Renata Kędzierska, tłumaczka, autorka filmów edukacyjnych, współzałożycielka Polskiego Stowarzyszenia Hispanistów.

## Filmografia (wybór)
- 1982: Nieciekawa historia, autor zdjęć
- 1984: Pismak, autor zdjęć
- 1985: Osobisty pamiętnik grzesznika przez niego samego spisany, autor zdjęć
- 1986: Zygfryd, autor zdjęć
- 1988: Niezwykła podróż Baltazara Kobera, autor zdjęć
- 1989: Sztuka kochania, autor zdjęć
- 1993: Kolos, autor zdjęć
- 1993: Ewangelia wg Harry'ego, autor zdjęć
- 1995: Pułkownik Kwiatkowski, autor zdjęć
- 1999: Ogniem i mieczem, autor zdjęć
- 1999: Avalon, autor zdjęć
- 2000: Casus Belli, autor zdjęć
- 2000: Die Affäre Semmeling, autor zdjęć
- 2001: Das Letzte Versteck, autor zdjęć
- 2004: Papa und Mama, autor zdjęć
- 2004–2006: Bulionerzy, autor zdjęć
- 2007: Ogród Luizy, autor zdjęć
- 2008: Popiełuszko. Wolność jest w nas, autor zdjęć
- 2009: Randka w ciemno, autor zdjęć
- 2009: Święty interes, autor zdjęć
- 2010: Ludzie Chudego, autor zdjęć
- 2011: Anna German. Tajemnica Białego Anioła, autor zdjęć
- 2012: Felix, Net i Nika oraz Teoretycznie Możliwa Katastrofa, autor zdjęć
- 2012: Kobiety bez wstydu, autor zdjęć